# Entertainment Computing
Entertainment Computing ist eine Disziplin der Informatik, die sich mit computergestützten interaktiven Medien befasst. Dazu zählen neben Computerspielen, Edutainment, interactive Storytelling, digitale Performances und Serious Games.

## Institutionen in Deutschland
Die Gesellschaft für Informatik (GI) unterhält eine Fachgruppe „Entertainment Computing“ im Fachbereich Mensch-Computer-Interaktion.